# Croix de cimetière d'Ille-sur-Têt
La croix de cimetière d'Ille-sur-Têt est une croix située à Ille-sur-Têt, dans le département des Pyrénées-Orientales (France).

## Description
La croix de cimetière d'Ille-sur-Têt est datée du XVIe siècle. Elle fait l’objet d’un classement au titre des monuments historiques depuis le  3 novembre 1892.